# Kigeli V
Kigeli V Ndahindurwa (bautizado con el nombre de Jean-Baptiste Ndahindurwa (Kamembe, 29 de junio de 1936 - Washington D. C., 16 de octubre de 2016) fue el último rey (Mwami) de Ruanda, desde el 28 de julio de 1959 hasta su destronamiento el 28 de enero de 1961, poco antes de que Bélgica otorgara la independencia al país.

## Biografía
Fue uno de los hijos menores del rey Yuhi V de Ruanda y de su séptima esposa, la reina Mukashema (nacida Mukashema Bernadette), de etnia tutsi.
Tenía cuatro años cuando su padre fue exiliado por el gobierno belga a Moba, en el Congo y tras la muerte de su padre regresó a Ruanda en 1944. En su adolescencia se bautizó en el catolicismo y eligió el nombre de Jean-Baptiste.
Tras terminar sus estudios trabajó en el gobierno local de Ruanda hasta 1959.

## Reinado

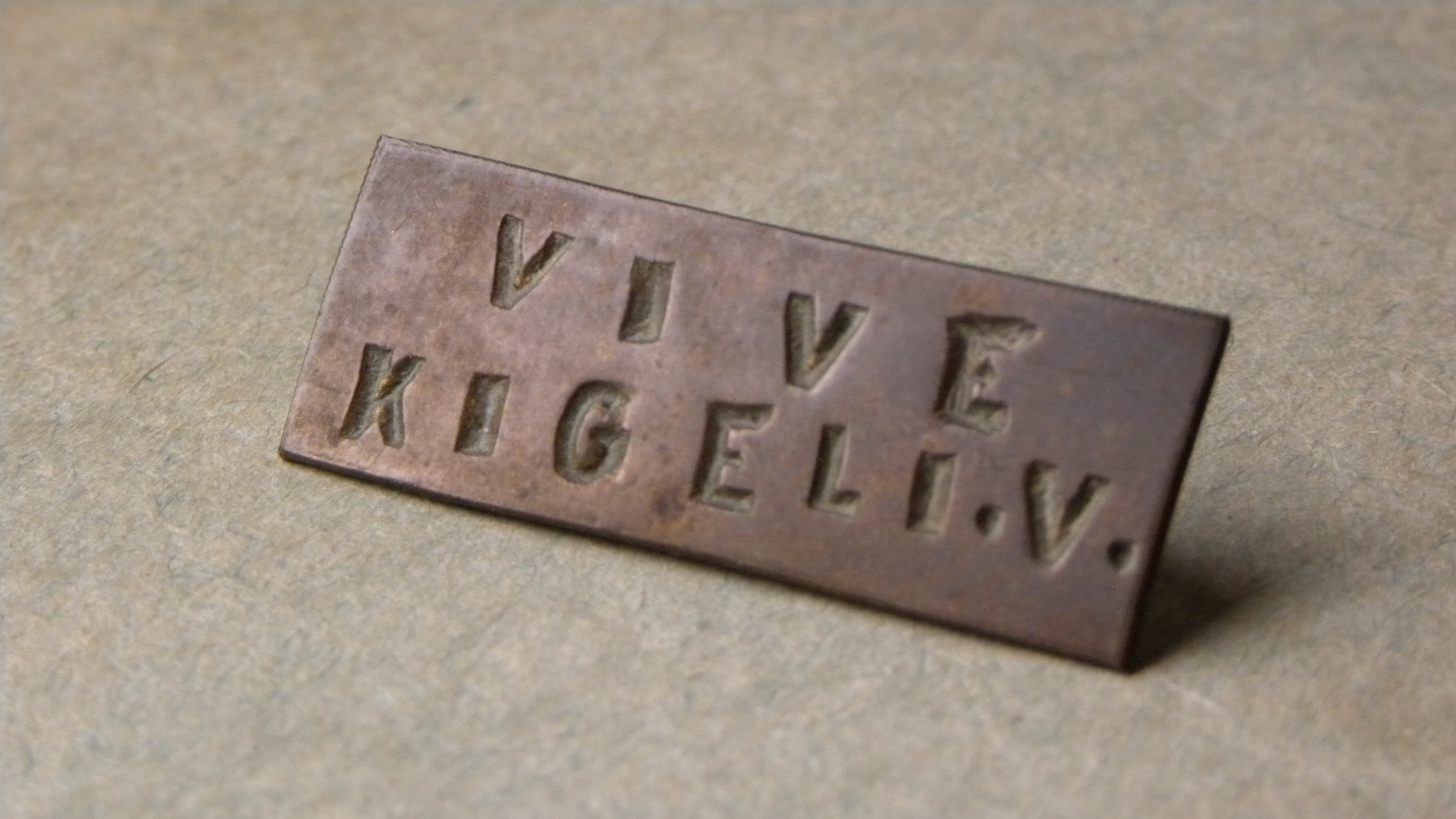
Chapa con el lema "Vive Kigeli V".

Tras la misteriosa muerte de su hermano por parte de padre, Mutara III Rudahigwa, el 25 de julio de 1959, se anunció el 28 de julio que le sucedía como Kigeli V Ndahindurwa.
El 28 de enero de 1961, mientras se encontraba en Kinshasha para entrevistarse con el Secretario General de Naciones Unidas Dag Hammarskjöld fue depuesto por un golpe de Estado dirigido por Dominique Mbonyumutwa con el apoyo del gobierno belga y la monarquía fue abolida por referéndum del 25 de septiembre de 1961.
El gobierno lo deportó a Tanzania el 2 de octubre de 1961 y después vivió en Uganda y Kenia. Estados Unidos le concedió asilo político en julio de 1992 y residió en Virginia hasta su fallecimiento en la mañana del 16 de octubre de 2016. 
Sus restos fueron trasladados a Ruanda por decisión judicial y fue enterrado el 15 de enero de 2017 en el distrito de Nyanza, cerca de su hermano Mutara III Rudahigwa.
Durante su exilio en Estados Unidos nunca renunció a sus derechos dinásticos y era considerado de iure Rey de Ruanda, dirigiendo una fundación que proveía ayuda humanitaria al pueblo de Ruanda.

## Distinciones honoríficas

### Distinciones honoríficas ruandesas
- Soberano Gran Maestre de la Real Orden del Tambor (28/07/1959).
- Soberano Gran Maestre de la Real Orden de la Corona (28/07/1959).
- Soberano Gran Maestre de la Real Orden de la Grulla Crestada (28/07/1959).
- Soberano Gran Maestre de la Real Orden del León (28/07/1959).[5]

## Ancestros
|  |                         |  |  |  |  |  |  |  |  |  |  |  |  |  |  |  |
|  | 16. Yuhi IV de Ruanda   |  |  |  |  |  |  |  |  |  |  |  |  |  |  |  |
|  |                         |  |  |  |  |  |  |  |  |  |  |  |  |  |  |  |
|  |                         |  |  |  |  |  |  |  |  |  |  |  |  |  |  |  |
|  | 8. Mutara II de Ruanda  |  |  |  |  |  |  |  |  |  |  |  |  |  |  |  |
|  |                         |  |  |  |  |  |  |  |  |  |  |  |  |  |  |  |
|  |                         |  |  |  |  |  |  |  |  |  |  |  |  |  |  |  |
|  | 17. Nyiramavugo         |  |  |  |  |  |  |  |  |  |  |  |  |  |  |  |
|  |                         |  |  |  |  |  |  |  |  |  |  |  |  |  |  |  |
|  |                         |  |  |  |  |  |  |  |  |  |  |  |  |  |  |  |
|  | 4. Kigeli IV de Ruanda  |  |  |  |  |  |  |  |  |  |  |  |  |  |  |  |
|  |                         |  |  |  |  |  |  |  |  |  |  |  |  |  |  |  |
|  |                         |  |  |  |  |  |  |  |  |  |  |  |  |  |  |  |
|  | 18. Mitari              |  |  |  |  |  |  |  |  |  |  |  |  |  |  |  |
|  |                         |  |  |  |  |  |  |  |  |  |  |  |  |  |  |  |
|  |                         |  |  |  |  |  |  |  |  |  |  |  |  |  |  |  |
|  | 9. Nyirakigeri          |  |  |  |  |  |  |  |  |  |  |  |  |  |  |  |
|  |                         |  |  |  |  |  |  |  |  |  |  |  |  |  |  |  |
|  |                         |  |  |  |  |  |  |  |  |  |  |  |  |  |  |  |
|  | 2. Yuhi V de Ruanda     |  |  |  |  |  |  |  |  |  |  |  |  |  |  |  |
|  |                         |  |  |  |  |  |  |  |  |  |  |  |  |  |  |  |
|  |                         |  |  |  |  |  |  |  |  |  |  |  |  |  |  |  |
|  | 20. Gaga                |  |  |  |  |  |  |  |  |  |  |  |  |  |  |  |
|  |                         |  |  |  |  |  |  |  |  |  |  |  |  |  |  |  |
|  |                         |  |  |  |  |  |  |  |  |  |  |  |  |  |  |  |
|  | 10. Rwakagara           |  |  |  |  |  |  |  |  |  |  |  |  |  |  |  |
|  |                         |  |  |  |  |  |  |  |  |  |  |  |  |  |  |  |
|  |                         |  |  |  |  |  |  |  |  |  |  |  |  |  |  |  |
|  | 5. Nyirayuhi            |  |  |  |  |  |  |  |  |  |  |  |  |  |  |  |
|  |                         |  |  |  |  |  |  |  |  |  |  |  |  |  |  |  |
|  |                         |  |  |  |  |  |  |  |  |  |  |  |  |  |  |  |
|  | 1. Kigeli V de Ruanda   |  |  |  |  |  |  |  |  |  |  |  |  |  |  |  |
|  |                         |  |  |  |  |  |  |  |  |  |  |  |  |  |  |  |
|  |                         |  |  |  |  |  |  |  |  |  |  |  |  |  |  |  |
|  | 3. Mukashema Bernadette |  |  |  |  |  |  |  |  |  |  |  |  |  |  |  |
|  |                         |  |  |  |  |  |  |  |  |  |  |  |  |  |  |  |
|  |                         |  |  |  |  |  |  |  |  |  |  |  |  |  |  |  |